# Lockheed
Die Lockheed Corporation (ursprünglich Loughead Aircraft Manufacturing Company) war ein US-amerikanisches Luft- und Raumfahrtunternehmen in Burbank (Los Angeles County, Kalifornien). Der 1916 gegründete Hersteller fusionierte 1995 mit Martin Marietta zu Lockheed Martin.

## Geschichte

### Ursprünge
1912 gründeten die Brüder Allan und Malcolm Loughead die Alco Hydro-Aeroplane Company, die jedoch schnell insolvent wurde, nachdem man für das erste Produkt, Loughead Modell G, keine Kunden finden konnte. 1916 gründete man die Loughead Aircraft Manufacturing Company, die das Flugzeug Loughead F-1 entwickelte. Man hielt sich während des Ersten Weltkrieges mit Lizenzprodukten über Wasser, musste aber 1921 Insolvenz anmelden.

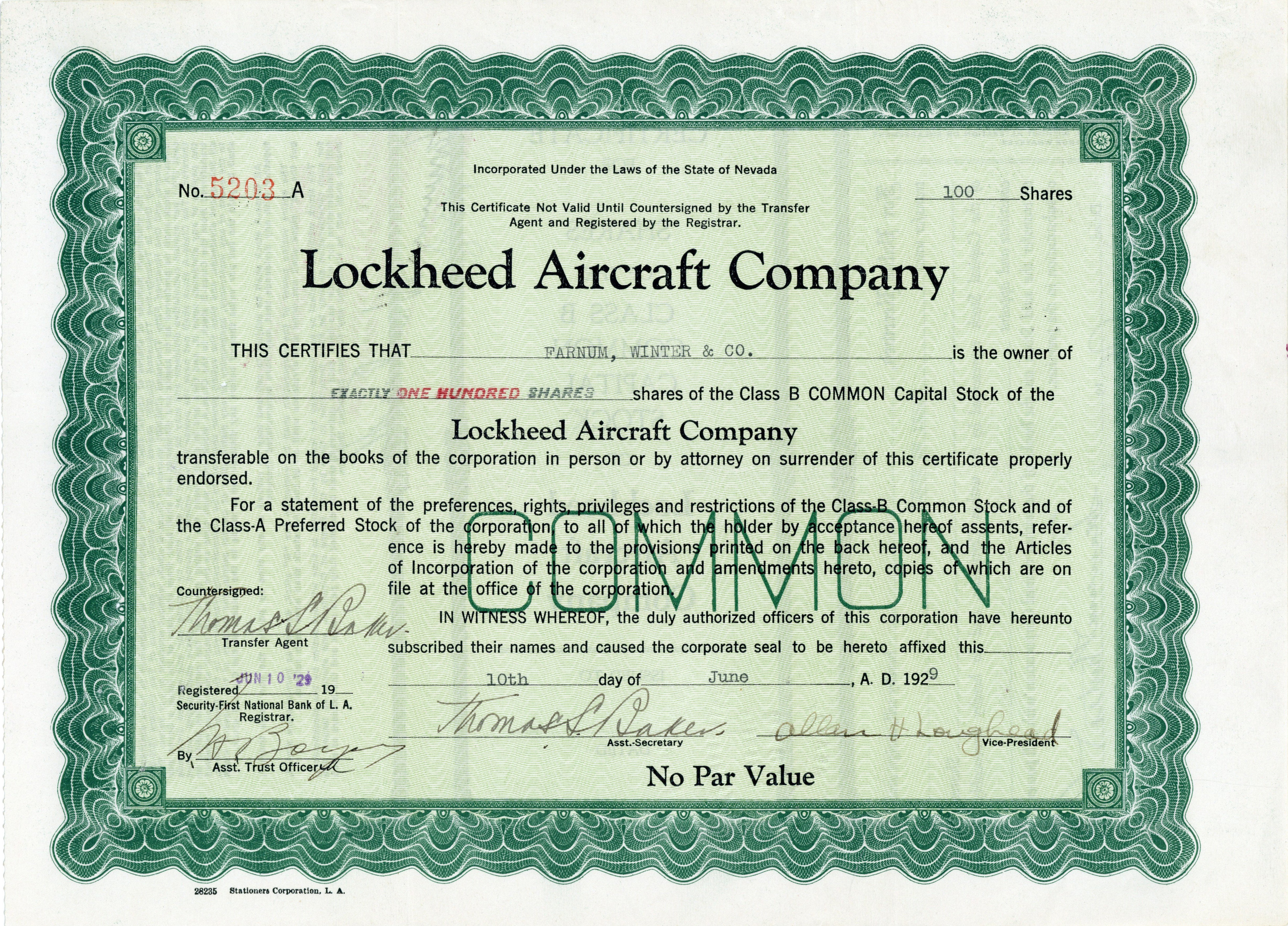
Aktie der Lockheed Aircraft Company, ausgestellt am 10. Juni 1929, unterschrieben im Original von dem Firmengründer Allan H. Loughead als Vize-Präsident

Nach dem Zusammenbruch des Unternehmens schuf Allan Loughead 1926 in Hollywood, Kalifornien, die Lockheed Aircraft Company, die eigentliche Keimzelle des heute bekannten Unternehmens. Der neue Name leitete sich von der Aussprache des Namens Loughead ab und später übernahmen die Brüder Loughead diesen Namen auch als Familiennamen. 1929 erwarb die Detroit Aircraft Corporation das Unternehmen.
Die Große Depression ruinierte den Flugzeugmarkt. Eine Investorengruppe um die Brüder Robert und Courtland Gross übernahm 1932 die zahlungsunfähige Detroit Aircraft für 40.000 US-Dollar.
1934 übernahm Robert E. Gross die Leitung der neuen Lockheed Corporation mit Sitz am Flughafen von Burbank. Einige Jahre später zog die Firma um nach Calabasas.
Das erste erfolgreiche Flugzeug war die Vega, von der 141 Exemplare gebaut wurden. Mit ihr wurden zahlreiche Flugrekorde aufgestellt.
In den 1930er-Jahren entwickelte Lockheed für 139.400 Dollar die L-10 Electra, ein kleines zweimotoriges Transportflugzeug. Im ersten Produktionsjahr konnten vierzig Maschinen verkauft werden. Auf der Basis der Electra entstand der Bomber Hudson, der während des Zweiten Weltkriegs bei den US-Marinefliegern und der Royal Air Force vor allem zur U-Bootbekämpfung eingesetzt wurde.

### Kriegsproduktion
Zu Beginn des Zweiten Weltkriegs entwarf Lockheeds Chefentwickler Clarence Johnson den zweimotorigen Abfangjäger P-38 Lightning. Die P-38 war das einzige amerikanische Kampfflugzeug, das den gesamten Krieg hindurch gebaut wurde.
Lockheed und seine Tochter Vega produzierten während des Krieges 19.278 Flugzeuge, darunter 2600 Lockheed Ventura, 2750 B-17 (Boeing-Lizenzbauten), 2900 Hudsons und 9000 Lightnings.

### Nachkriegsproduktion
Während des Krieges entwickelte Lockheed, zusammen mit Trans World Airlines (TWA), die L049 Constellation, die in der Lage war, 43 Passagiere in dreizehn Stunden von New York nach London zu befördern. Die ersten Exemplare der Constellation (oder „Connie“) wurden an das Militär geliefert. Erst nach dem Krieg erhielten die Fluggesellschaften ihre bestellten Flugzeuge. Dennoch hatte sich Lockheed mehr als ein Jahr Vorsprung vor der Konkurrenz gesichert und war daher maßgeblich an der Modernisierung des zivilen Luftverkehrs beteiligt.
Lockheed entwickelte später eine größere Transportmaschine, die mit zwei Decks versehene R6V Constitution, mit der die Constellation abgelöst werden sollte. Von diesem unzureichend motorisierten Flugzeug sind letztlich nur zwei Prototypen gebaut worden.

### Skunk Works

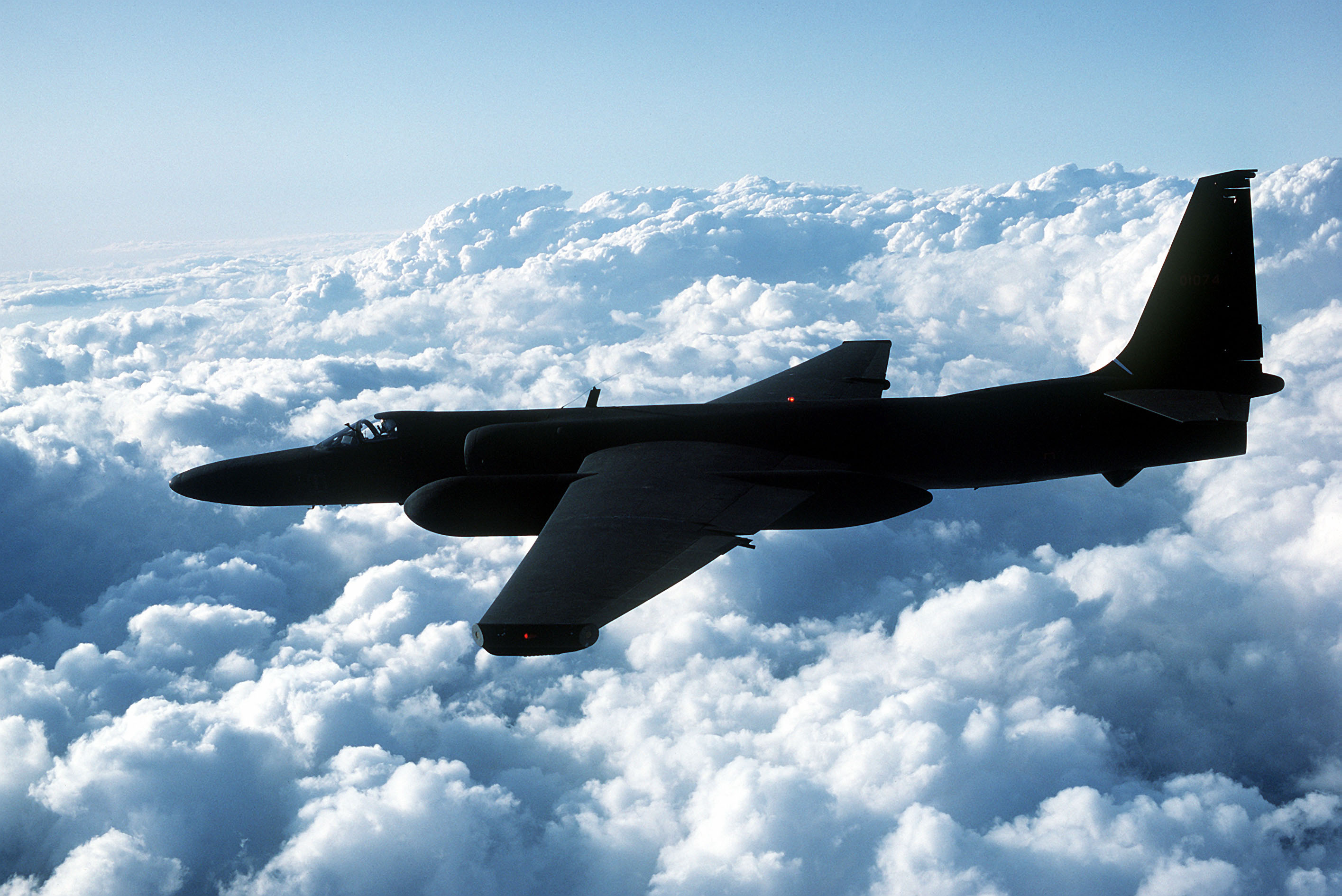
Lockheed U-2

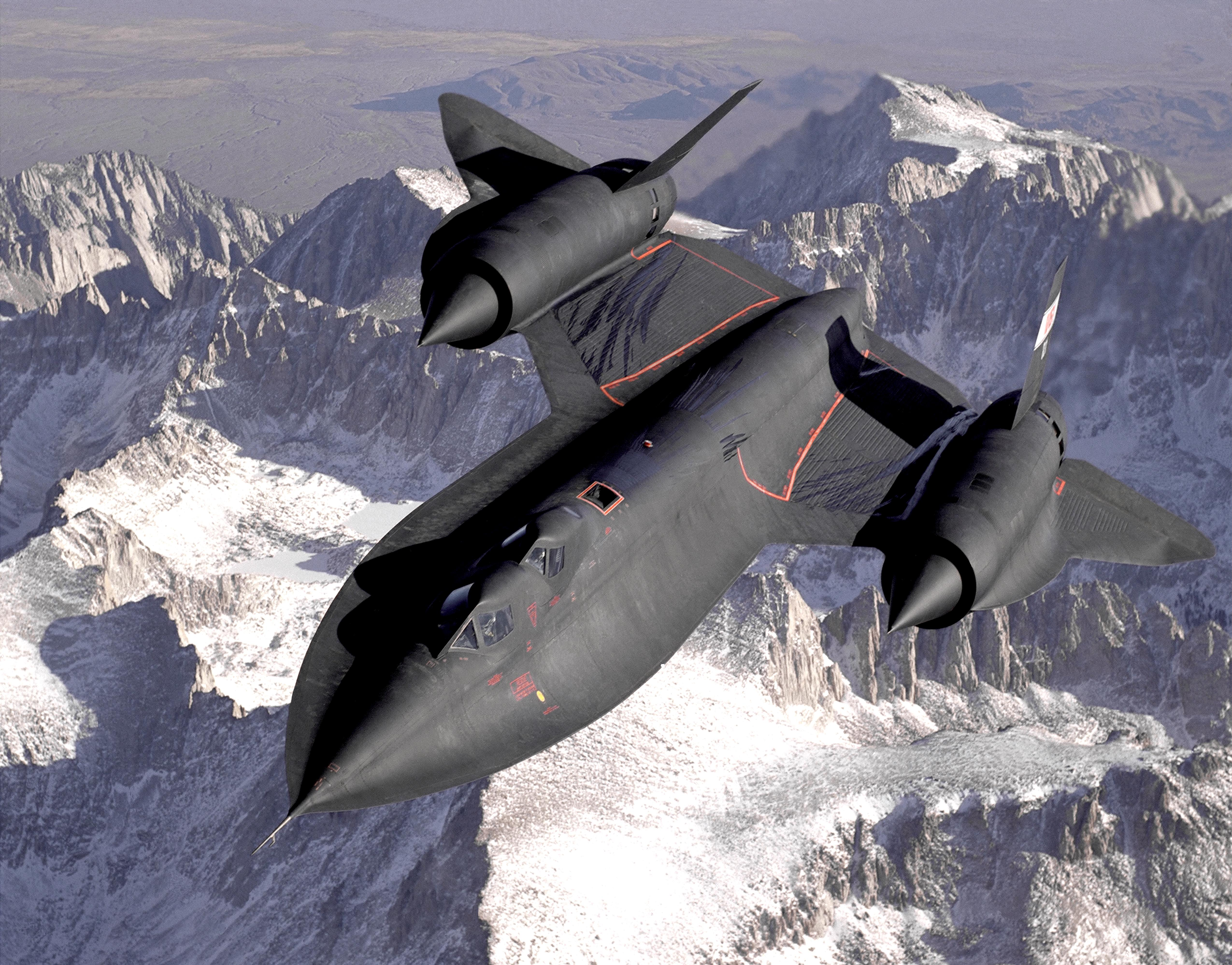
Lockheed SR-71

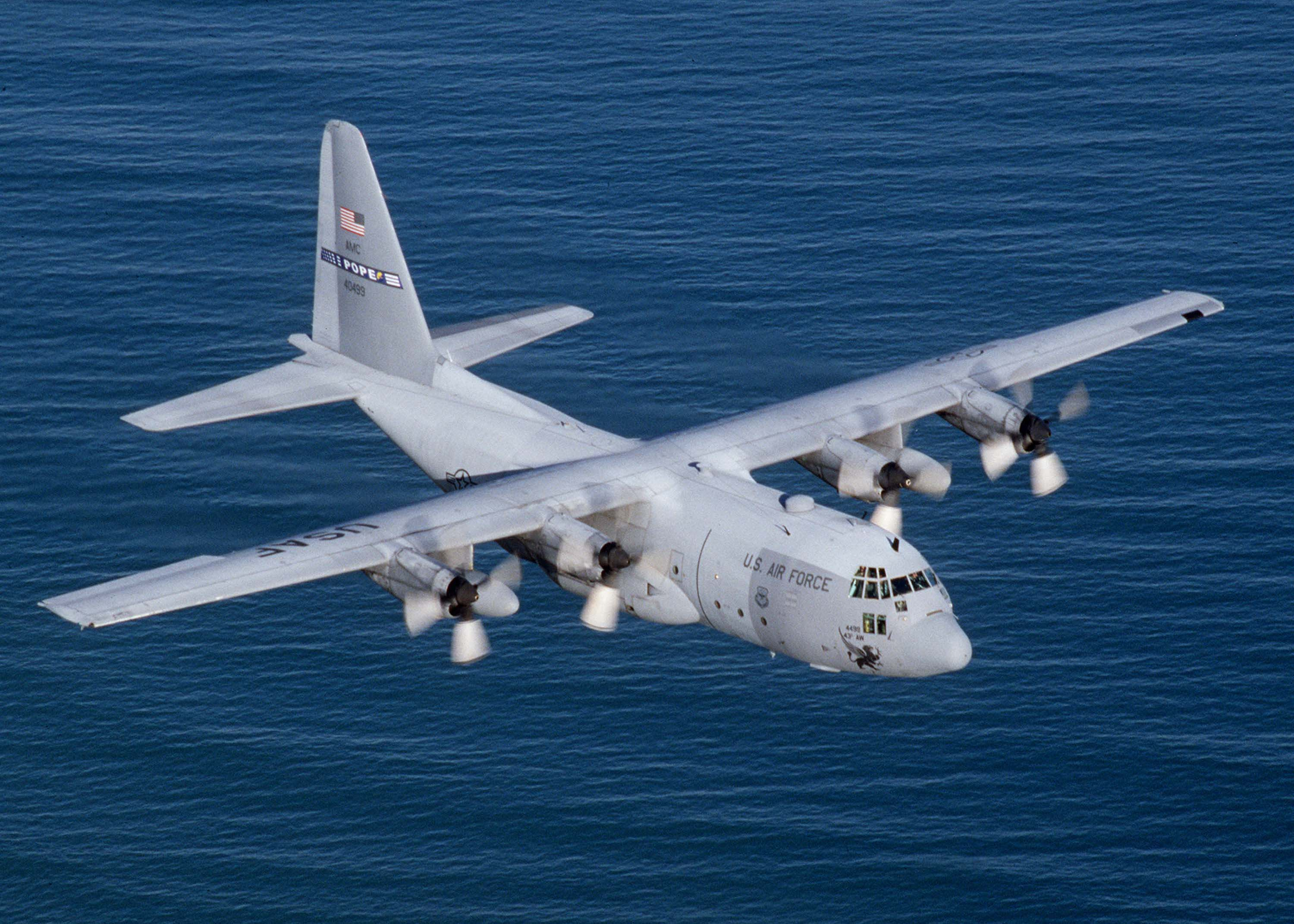
C-130 Hercules

1943 begann Lockheed im Geheimen mit der Entwicklung eines strahlgetriebenen Kampfflugzeugs. Diese P-80 Shooting Star, später F-80 genannt, war der erste amerikanische Düsenjäger, dem ein Abschuss gelang.
Mit der P-80 begann Lockheeds geheime Entwicklungsarbeit, die von der Advanced Development Division geleistet wurde, besser bekannt als Skunk Works (deutsch: Stinktierwerk). Diese Abteilung war für zahlreiche Entwürfe verantwortlich, darunter die U-2 aus den späten 1950er-Jahren, die SR-71 Blackbird von 1962 und die F-117 Nighthawk aus den 1970ern. Skunk Works schuf oft sehr leistungsfähige Modelle in sehr kurzer Zeit und mit begrenzten Mitteln. Der Name „Skunk Works“ wurde später zum Synonym für Geheimprojekte.

### Projekte während des Kalten Krieges
1954 absolvierte die C-130 Hercules, ein viermotoriges Transportflugzeug, seinen Jungfernflug. Die Version C-130J wird bis heute (2022) gebaut.
Ab 1956 entwickelte Lockheed die Mittelstreckenrakete Polaris für den Start von U-Booten aus. Später folgten als Nachfolger die ballistischen Raketen Poseidon und Trident.
In den 1960er-Jahren begann Lockheed mit der Entwicklung zweier großer Flugzeuge: des C-5-Galaxy-Militärtransporters und der L-1011 TriStar, einem zivilen Großraumflugzeug. Beide Projekte waren durch Verzögerungen und Kostenüberschreitungen gekennzeichnet. Die Konstruktionsfehler der C-5 musste Lockheed auf eigene Rechnung beseitigen. Die Tristar, die in direkter Konkurrenz zur McDonnell Douglas DC-10 stand, litt unter der verspäteten Lieferung der neu entwickelten Rolls-Royce-RB211-Triebwerke. Beide Projekte brachten dem Unternehmen in den 1970er-Jahren hohe Verluste ein.
Zu den übrigen Lockheed-Entwürfen gehören die F-104 Starfighter aus den späten 1950er-Jahren, das weltweit erste Kampfflugzeug mit doppelter Schallgeschwindigkeit, und die C-141 Starlifter.

### Die Lockheed-Bestechungsaffären
Die Lockheed-Skandale umfassen eine Reihe von Bestechungen durch Lockheed-Offizielle in den 1950er- bis 1970er-Jahren. Um die Jahreswende 1975/76 fand ein Unterausschuss des US-Senats heraus, dass Angehörige der Lockheed-Geschäftsführung Mitglieder befreundeter Regierungen bezahlten, um den Verkauf von Militärflugzeugen sicherzustellen. 1976 wurde bekannt, dass insgesamt 22 Millionen US-Dollar an Bestechungsgeldern gezahlt worden waren.
Der Skandal verursachte heftige politische Auseinandersetzungen in der Bundesrepublik Deutschland, in den Niederlanden, in Italien und in Japan. Der Skandal trug zum Niedergang von Lockheed bei, nachdem sich schon die Tristar als finanzieller Fehlschlag erwiesen hatte.

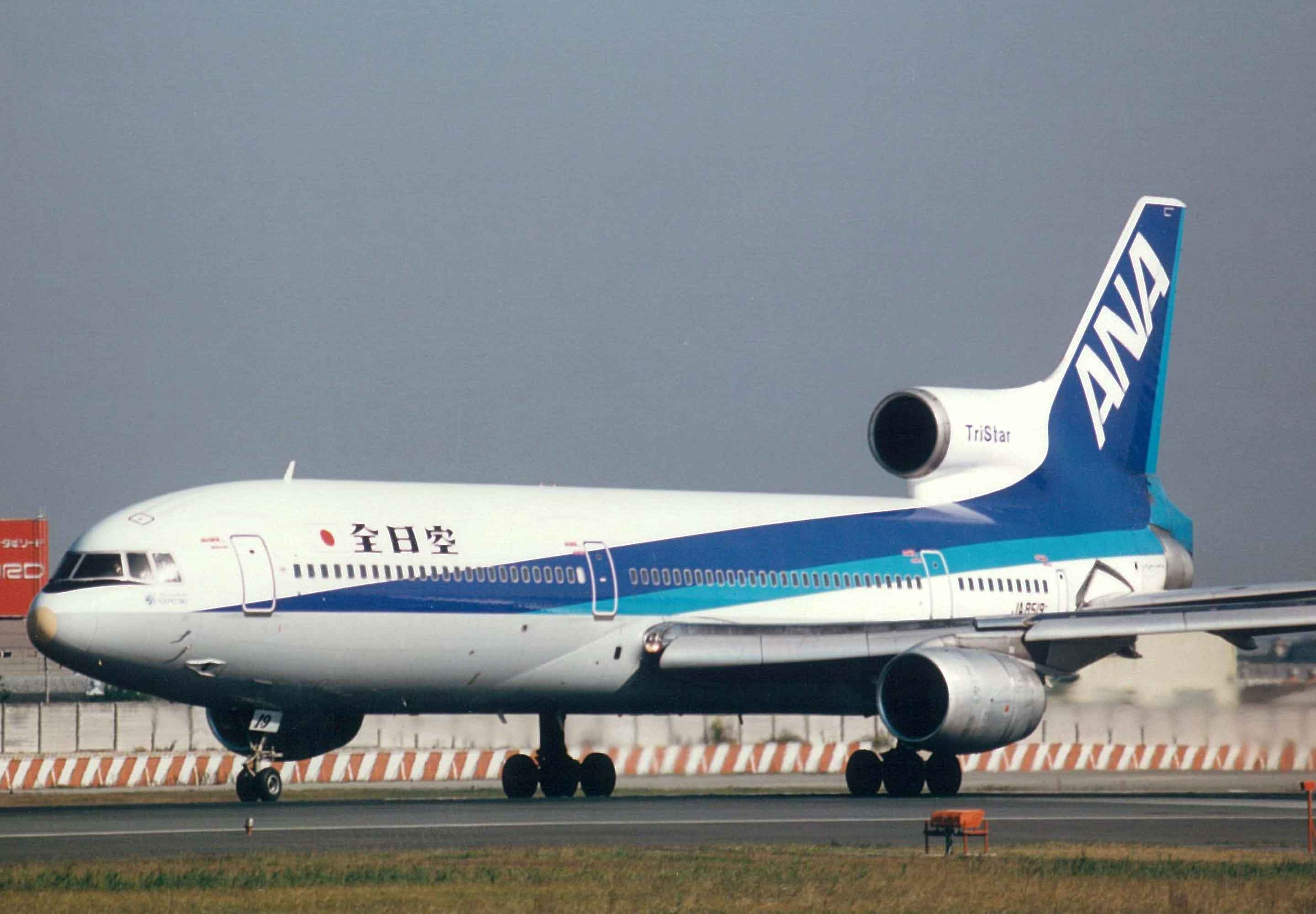
Eine L-1011 TriStar der ANA

### Unternehmenschronik
- 1912: die Alco Hydro-Aeroplane Company wird gegründet
- 1916: das Unternehmen wird umbenannt in Lougheed Aircraft Manufacturing Company
- 1926: Lockheed Aircraft Company wird gebildet
- 1929: Lockheed wird Teil der Detroit Aircraft
- 1932: Robert und Courtland Gross übernehmen die Gesellschaft nach dem Zusammenbruch von Detroit Aircraft; Umbenennung in Lockheed Aircraft Corporation
- 1933: „Kelly“ Johnson nimmt eine Stelle bei Lockheed an
- 1939: Erstflug der Lockheed P-38 (10.000 gebaut)
- 1943: Erstflug der Lockheed Constellation
- 1943: Lockheed gründet in Burbank, Kalifornien, die Tochtergesellschaft Skunk Works
- 1944: Erstflug der Lockheed P-80
- 1948: Aus der P-80 wird das Erfolgsmodell T-33 abgeleitet (6500 gebaut)
- 1950: Erstflug der Lockheed Super Constellation
- 1954: Erstflug der C-130 Hercules
- 1954: Erstflug der F-104 Starfighter
- 1955: Erstflug der U-2
- 1962: Erstflug der Lockheed A-12
- 1963: Erstflug der Lockheed C-141 Starlifter
- 1968: Erstflug der Lockheed C-5 Galaxy
- 1970: Erstflug der Lockheed L-1011 Tristar
- 1975: Chefkonstrukteur „Kelly“ Johnson geht in den Ruhestand
- 1976: Lockheed-Skandal
- 1977: das Unternehmen wird im Hinblick auf die Aktivitäten außerhalb des Luftfahrtsektors in Lockheed Corporation umbenannt
- 1984: Das TriStar-Programm wird mangels weiterer Bestellungen eingestellt
- 1985: Übernahme der Metier Management Systems
- 1986: Übernahme der Sanders Associates
- 1991: Lockheed, General Dynamics und Boeing beginnen mit der Entwicklung der F-22 Raptor
- 1993: Übernahme der Flugzeugbautochter von General Dynamics, Hersteller der F-16 Fighting Falcon
- 1995: Lockheed Corporation vereinigt sich mit Martin Marietta zur neuen Gesellschaft Lockheed Martin
- 2001: Sieger im Joint Strike Fighter (JSF) Wettbewerb
- 2006: Erstflug der Lockheed Martin F-35
- 2014: Die Hercules ist seit 60 Jahren in Produktion
- 2015: Lockheed Martin kauft Sikorsky
- 2017: Lockheed stellt eine neue Zivilversion der Hercules vor (L-100J)

## Divisionen
Lockheeds Aktivitäten waren auf eine Vielzahl von Gruppen und Divisionen aufgeteilt, einige existieren bis heute als Teil von Lockheed Martin.

### Aeronautical Systems Group
- Lockheed-California Company (CALAC), Burbank, Kalifornien
- Lockheed-Georgia Company (GELAC), Marietta, Georgia
- Lockheed Advanced Aeronautics Company, Saugus, Kalifornien
- Lockheed Aircraft Service Company (LAS), Ontario, Kalifornien
- Lockheed Air Terminal, Inc. (LAT), Burbank, Kalifornien

### Missiles, Space, and Electronics Systems Group
- Lockheed Missiles & Space Company, Inc. Sunnyvale, Kalifornien
- Lockheed Space Operations Company Titusville, Florida
- Lockheed Engineering and Management Services Company, Inc., Houston, Texas
- Lockheed Electronics Company, Inc., Plainfield, New Jersey

### Marine Systems Group
- Lockheed Shipbuilding and Construction Company, Seattle, Washington
- Lockport Marine Company, Portland, Oregon
- Advanced Marine Systems, Santa Clara, Kalifornien

### Information Systems Group
- Datacom Systems Corporation, Teaneck, New Jersey
- CADAM Inc., Burbank, Kalifornien
- Lockheed Data Plan, Inc., Los Gatos, Kalifornien
- DIALOG Information Services, Inc, Palo Alto, Kalifornien
- Metier Management Systems, London, England
- Integrated Systems and Solutions, Gaithersburg, Maryland

## Produkte

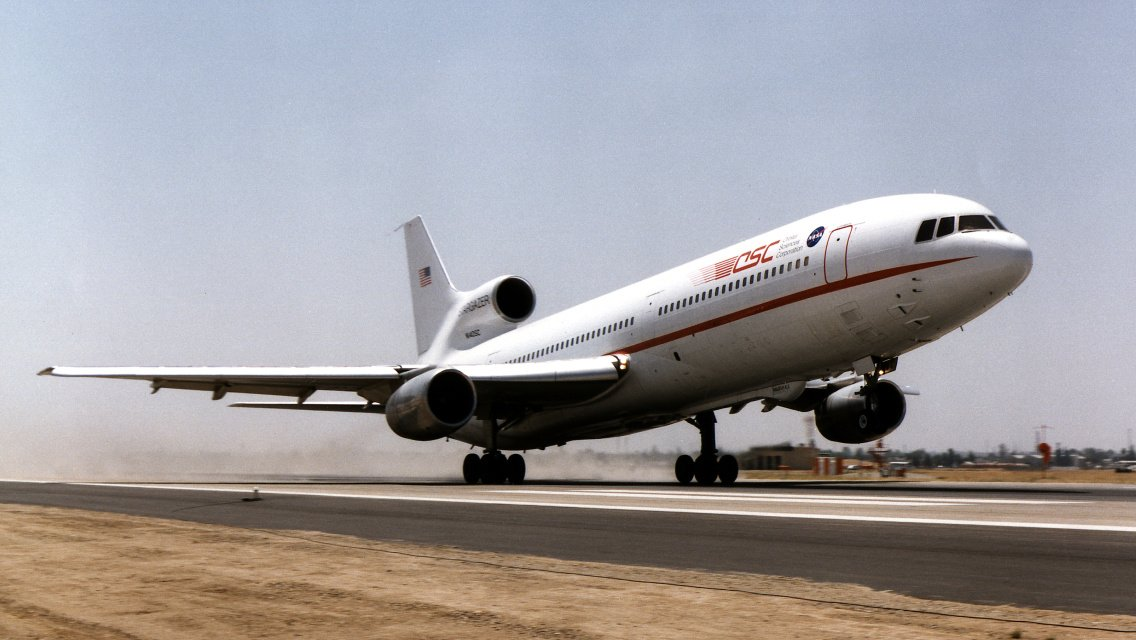
L-1011 Tristar

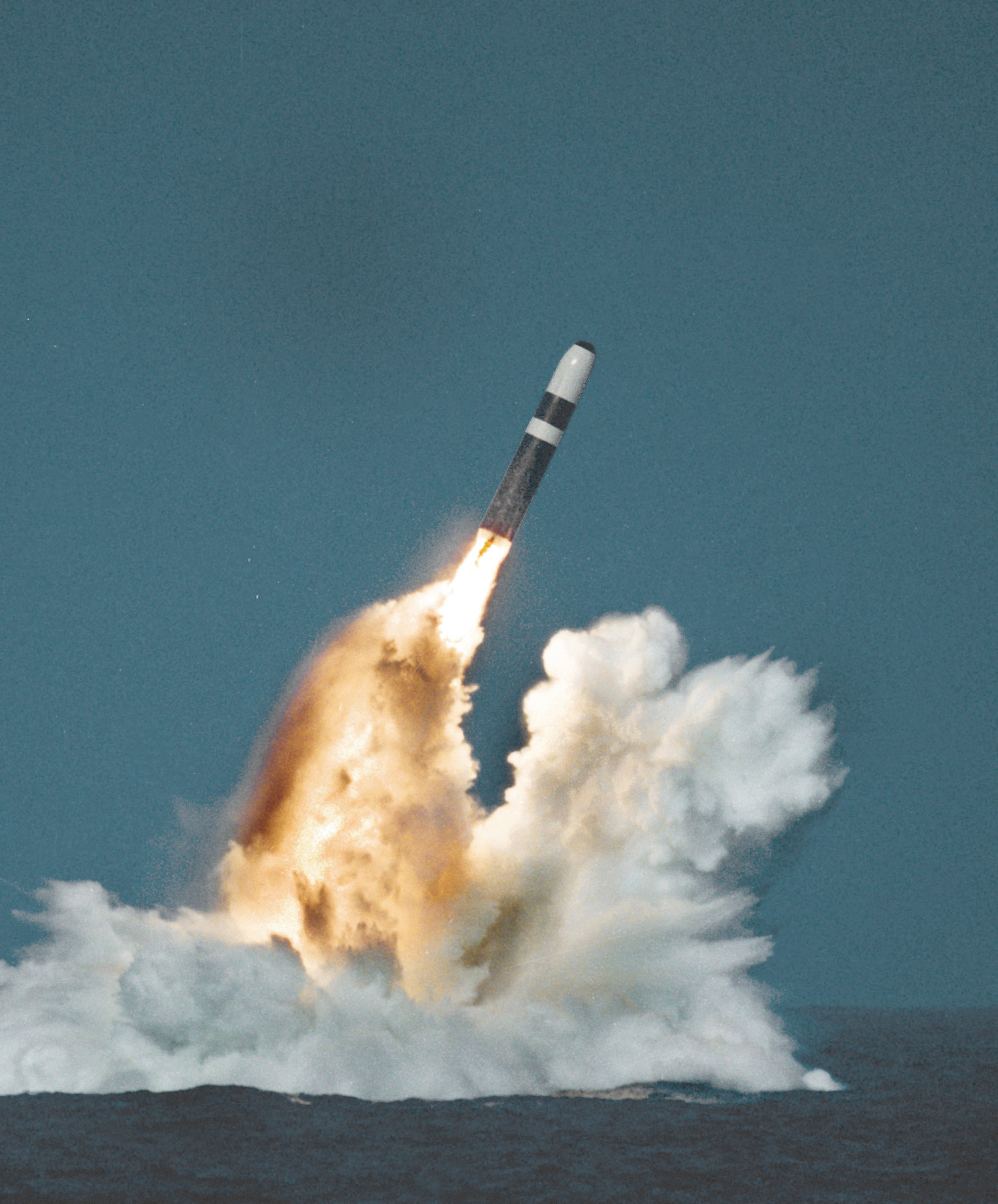
Trident II

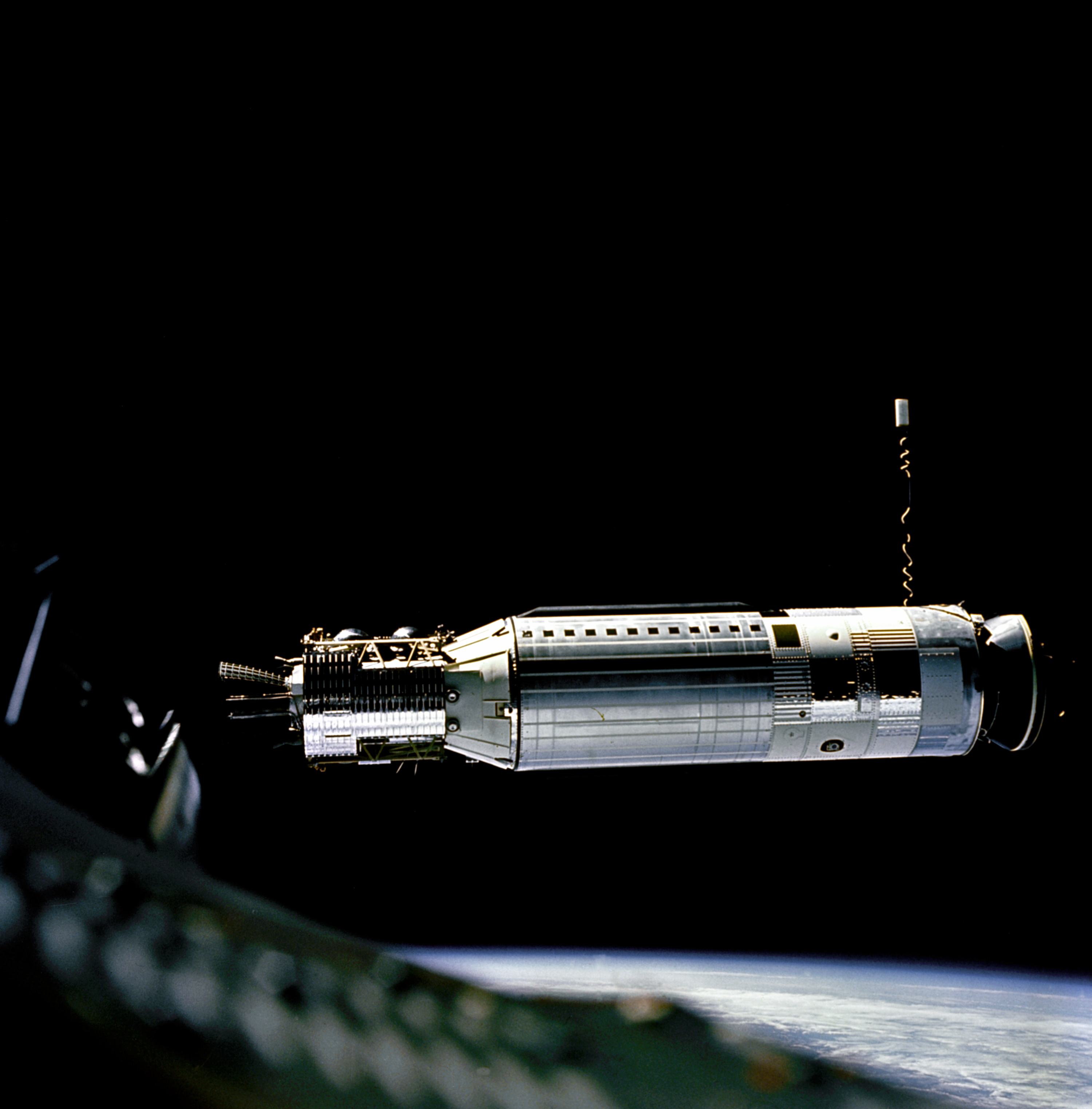
Agena

Eine Liste der wichtigsten Flugzeuge und sonstigen Produkte von Lockheed.

### Zivile Flugzeuge
- Vega
- Orion
- Model 10 Electra
- Model 12 Electra Junior
- Model 14 Super Electra
- Model 18 Lodestar
- Saturn
- Constellation
- Super Constellation
- Starliner
- L-188 Electra
- Jetstar
- L-1011 TriStar

### Militärische Transportflugzeuge
- C-69/C-121, Militärversion der Constellation
- Lockheed R6V Constitution
- C-130 Hercules
- C-141 Starlifter
- C-5 Galaxy

### Kampfflugzeuge
- P-38 Lightning
- P-80 Shooting Star
- T-33 T-Bird
- F-94 Starfire
- F-104 Starfighter
- F-117 Nighthawk
- F-22 Raptor
- F-35 Lightning 2

### Aufklärer
- Lockheed Hudson
- PV-1 Ventura und PV-2 Harpoon
- P2V Neptune
- P-3 Orion
- Lockheed U-2 (TR-1)
- SR-71 Blackbird (A-12) (M-21) (YF-12)
- S-3 Viking
- YO-3A Quiet Star

### Hubschrauber
- CL-475
- Model 186/Model 286/CL-575/CL-595/XH-51
- AH-56A Cheyenne

### Lenkwaffen
- Polaris
- Poseidon
- Trident

### Weltraumtechnik
- X-7
- X-17
- Corona
- Agena
- Apollo Launch Escape System
- Hubble-Weltraumteleskop

### Schiffe
- Sea Shadow